# 常圓寺日蓮仏教研究所

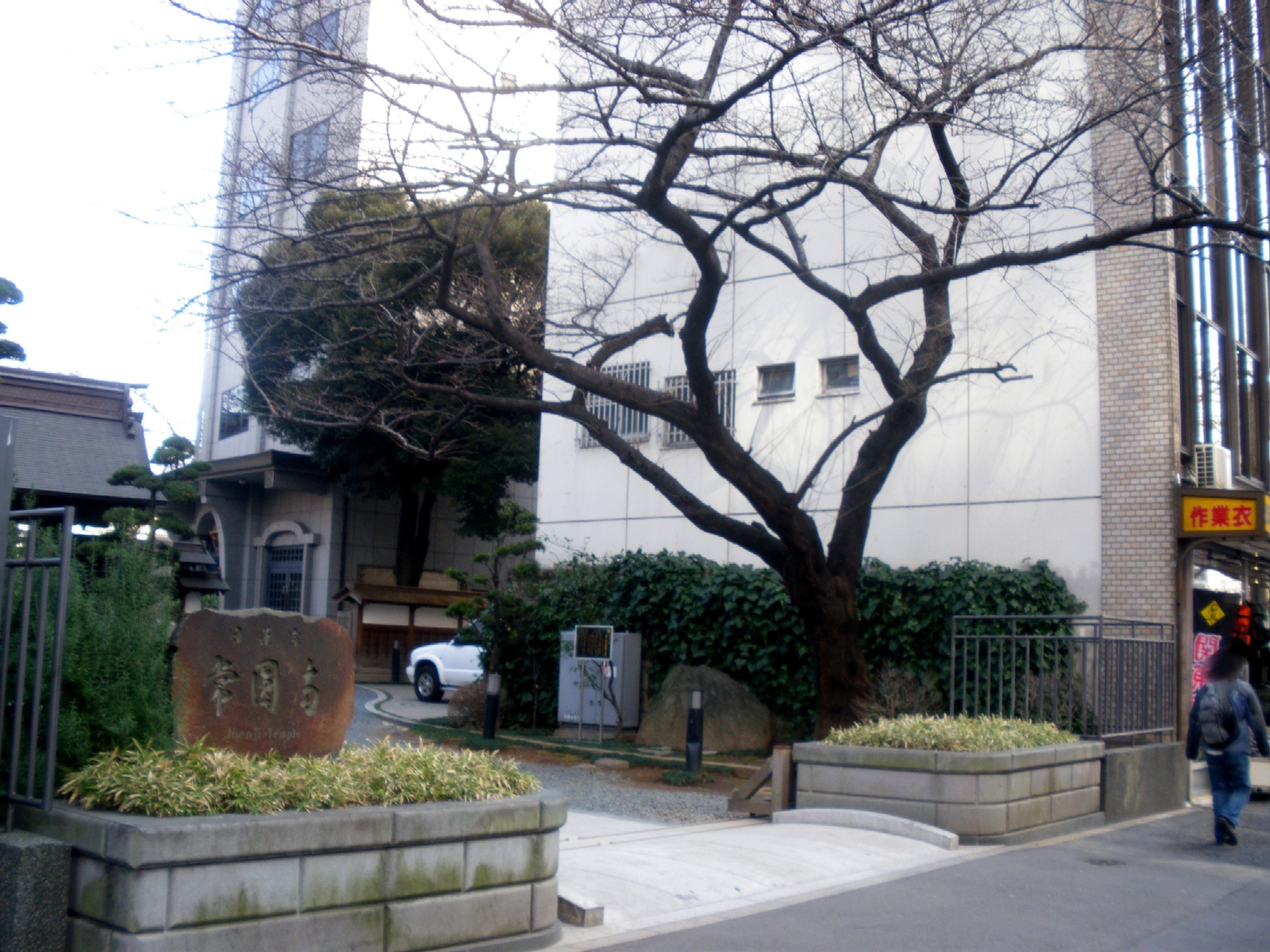
常圓寺

常圓寺日蓮仏教研究所（じょうえんじ・にちれんぶっきょう・けんきゅうじょ、英称：Joenji Institute of Nichiren Buddism、略称：日蓮仏教研究所、通称：成子学室）は、福聚山常圓寺（常円寺）が設立した仏教研究機関。かつて、江戸時代に日蓮宗寺院の学問所「中村壇林」（正東山日本寺）と関係の深かった常圓寺が、その育英事業の一環として、旧壇林の学風再興と教学研鑚、僧風教育を目的に設立した。所在地は東京都新宿区西新宿7-12-12。

## 設立の経緯
研究所のビル（常圓寺第二ビル）は、元は信用組合の支店として1972年(昭和47年）に建設され、その後はオフィスビルとして用いられてきた。その後空き室となったビルの用途について検討が続けられ、2005年（平成17年）に教学の研鑚と、僧風教育を目的とした研究所開設の方針が決定。同年末までに改修工事を終え、翌年4月29日に開所式が行なわれ正式に発足した。

## 組織構成
所長には常圓寺前住職、文学博士で、パーリ語学者の及川真介が就任。他に顧問と主任が置かれている。研究所ビルは4階建て。1階は会議室、2階は事務所と倉庫、3階は研修室と学僧控え室、4階は学僧控え室となっている。
研究所内には妙見大士画像が奉安され、学業増進祈願を日々行う事となっている。これは、1631年（寛永8年）に、当時学僧として中村壇林に学んでいた後の身延28世日奠（にちでん）上人が、学業成就を願って描いたと伝わる画像（原画は身延山久遠寺身延文庫所蔵）で、かつて日蓮宗寺院の教学機関であった各地の壇林において、学徒がその学問成就を壇林の鎮守北辰妙見大菩薩に祈願した故事にならったもの。
なお、研究所の自由公正な活動を維持するため、常圓寺とは独立した会計制を採用している。

## 活動内容
機関誌『日蓮仏教研究』を刊行し研究成果を公表している。毎月1日と15日には学室月例会が行なわれている。会の内容は以下の通り。なお、月例会には事前申し込みにより誰でも参加できる。
- 学室月例会の内容
- 「鎮守法楽会」日蓮上人と宗門歴代の先学に回向し、中村壇林の鎮守妙見菩薩に学業増進と所願成就を祈る。
- 「西谷名目購読」江戸時代に中村壇林で用いられたテキストの購読。
- 「仏教古文書実習」未刊行の古文書、古典籍資料の読解。

## 出版物
- 『日蓮仏教研究』1-（常円寺日蓮仏教研究所、2007年3月-）NCID AA12226662